# Luigi Carrel
Luigi Carrel, o Louis Carrel (pron. fr. AFI: [kaʁɛl] e [lwi kaʁɛl]), noto anche con lo pseudonimo di Carrellino (Valtournenche, 1901 – 1983), è stato un alpinista italiano.

## Biografia
Luigi Carrel fu il figlio della guida alpina Jean-Joseph e di Joséphine Pellissier. Nato a Crétaz (pron. créta), si trasferì in seguito a Cheneil, due villaggi di Valtournenche.
Nel 1933 vinse la prima edizione del Trofeo Mezzalama, insieme ad Antoine Gaspard e Pierre Maquignaz.
Nel 1932 salì insieme ad Antoine Gaspard ed Enzo Benedetti il versante  sud del Cervino e, insieme a Giacomo Chiara e Alfredo Perino, salirono completamente  la cresta di Furggen (Furggrat) della stessa montagna durante la seconda guerra mondiale.
Partecipò anche a numerose spedizioni nel Gran Paradiso e nelle Dolomiti e in Sud America, in particolare nella regione della Patagonia, dove scalò il gruppo delle Ande cilene, sul Monte Fitz Roy e sul Cerro Torre.
Suo figlio Antonio è anche una guida alpina.